# تلاعة المرساة

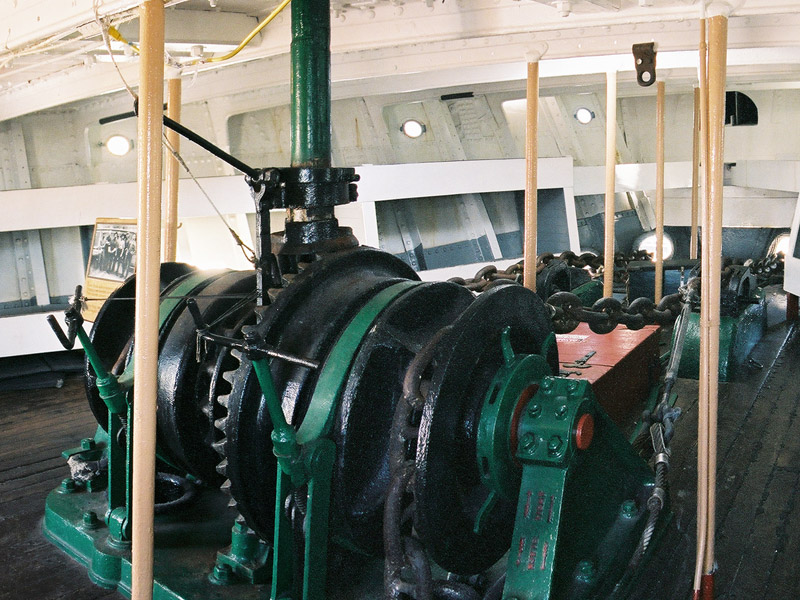
مرفاع المرساة ضمن السلوقية على السطح الرئيسي للسفينة الشراعية بلكلوثا (1886). يُدوّر العمود الرأسي بواسطة طاقم يقود جزءًا من الرحوية أعلاه.

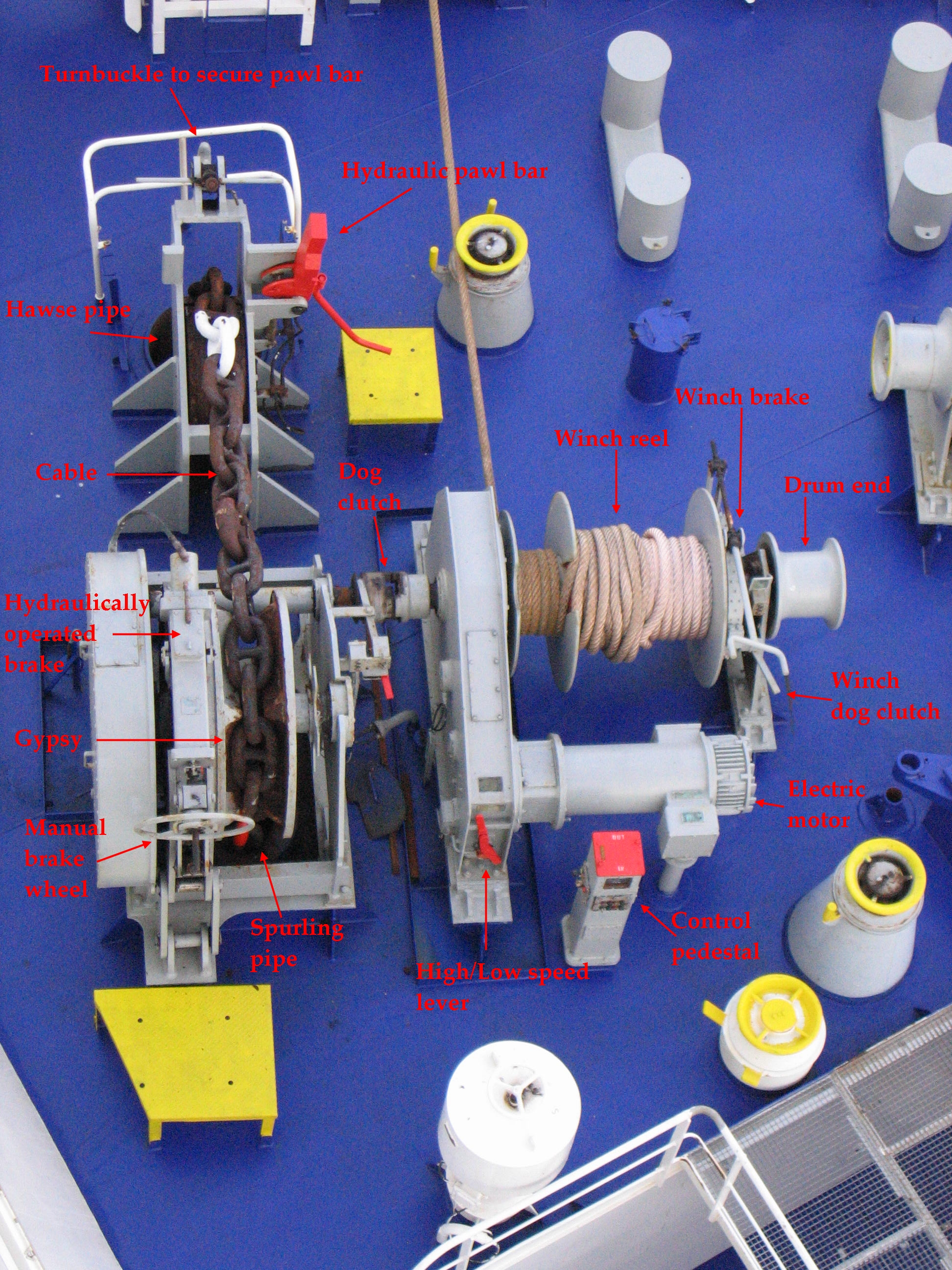
مرفاع المرساة وملفاف رفع العبّارة الحديثة إم في ستينا بريتانيكا. المكبح والسقّاطة العاملتان هيدروليكيًا تسمحان بإسقاط المرساة من برج قيادة السفينة.

التَّلَّاعَة أو الملفاف هي آلة تُستخدم على السفن لإخراج المعدات ورفعها مثل مرساة السفينة أو جاروفة الصيد. وفي بعض السفن، قد تكون موجودة في غرفة محددة تسمى غرفة ملفاف رفع.
تلاعة المرساة أو مرفاع المرساة أو ملفاف المخطاف أو ملفاف المرساة هي آلة تعمل على ضبط سلسلة المرساة على مركبة مائية والتحكم بها، مما يسمح برفع المرساة وخفضها عن طريق كَبْل السلسلة. تعمل العجلة المسننة على تعشيق روابط السلسلة أو الحبل.
إن ملفاف الجاروفة هي آلة مماثلة تعمل على ضبط شباك الجر أو التحكم بها على متن مركبة صيد مائية تجارية. الجاروفة هي شبكة صيد كبيرة تُلف على ملفاف الرفع. يقوم الصيادون إما بإخراج الجاروفة أو رفعها أثناء عمليات الصيد. يُوفَّر المكبح لمزيد من التحكم. يُشغَّل ملفاف الرفع عادةً بواسطة محرك كهربائي أو هيدروليكي يعمل عبر مجموعة تروس.